# Кениньш, Таливалдис
Та́ливалдис Ке́ниньш (латыш. Tālivaldis Ķeniņš; 23 апреля 1919, Лиепая — 21 августа 2008, Торонто, Канада) — канадский композитор латышского происхождения, музыкальный педагог. Почётный профессор Торонтского университета.

## Биография
Родился в семье адвоката Атиса Кениня и писательницы Анны Румане. С детства занимался музыкой. В возрасте пяти лет начал играть на фортепиано, свои первые композиции сочинил в восемь лет.
Обучался в дипломатическом лицее в Гренобле. В 1940—1944 гг. в Риге занимался музыкальным образованием под руководством Язепа Витолса, Адольфа Абеле, Петериса Барисонса, Арвида Жилинского. Затем в 1945—1951 гг. учился в Парижской консерватории у Тони Обена и Оливье Мессиана.
В 1951 г. переехал в Канаду и стал органистом в Латвийской лютеранской церкви Сент-Эндрюс в Торонто. С 1952 г. в течение 32 лет преподавал в Торонтском университете. Среди его учеников Томас Дюсатко, Эдуард Лауфер, Брюс Мазер, Бен Макпик, Имант Раминьш и другие.
Бо́льшую часть жизни прожил в Канаде, где его музыка пользовалась большой популярностью и исполнялась чаще, чем на родине.

## Творчество
Один из самых известных зарубежных латышских композиторов. Творческий стиль Кениньша музыкальная критика называла «современным романтизмом» или «консервативным модернизмом».
Автор сочинений камерной музыки, симфоний, концертов, кантат. Создал около двадцати произведений для оркестра, двенадцать концертов, вокально-инструментальные опусы, произведения для камерных ансамблей, фортепиано, органа, хора и сольные песни.

## Избранные произведения

### Для оркестра
- 8 симфоний, в том числе № 1 (1959), № 4 (1972), № 6 Simfonia ad Fugam (1978), № 7 (1980), № 8 (1986)
- 12 концертов, в том числе Концерт для альта с оркестром (1998), Концерт для скрипки с оркестром и Концерт для 14 инструментов
- Canzona Sonata для виолончели и струнного оркестра (1986)
- Beatae Voces Tenebrae для симфонического оркестра

### Камерная музыка
- Соната для виолончели и фортепиано (1950)
- Соната № 1 для скрипки и фортепиано (1955)
- Соната № 2 для скрипки и фортепиано (1979)
- Соната для виолончели и фортепиано (1995)
- Соната для двух фортепиано
- Соната для виолончели (1981)
- Адажио и фуга для альта, виолончели и органа (1985)
- Элегия и рондо для альта и фортепиано (1979)
- 2 фортепианных квартета
- Septet (1951)
- Scherzo Concertante и др.

## Память
В ноябре 2012 года почта Латвии выпустила в обращение марку, посвящённую выдающимся латвийским композиторам в серии «100 лет Латвийской Республике», в числе которых и Таливалдис Кениньш.